# Ероп (военачалник)
Вижте пояснителната страница за други личности с името Ероп.
Ероп (на старогръцки: Ἀέροπος) е македонски благородник и военачалник (хегемон) във войската на цар Филип II Македонски.
Ероп произлиза от Линкестида в Горна Македония, вероятно от княжеската фамилия там. Той е командир в битката при Херонея през 338 г. пр. Хр. Ероп е уволнен заедно с офицер Дамасип от Филип II през 338 г. пр. Хр. от военната служба и изгонен от Македония, след като двамата са обвинени в нарушаване на дисциплината, понеже пуснали една арфистка в лагера.
Ером има трима синове:
- Херомен († 336 г. пр. Хр.), екзекутиран
- Архабай († 336 г. пр. Хр.), екзекутиран
- Александър от Линкестида († 330 г. пр. Хр.), военачалник при Александър Велики, екзекутиран.